# 危機 (イエスのアルバム)
『危機』（原題：Close to the Edge）は、イングランドのプログレッシブ・ロック・バンドであるイエスが1972年に発表した、通算5作目のアルバムである。

## 概要
収録曲が3曲という、イエスが大作主義を全面的に打ち出した初のアルバムである。彼等の代表作とされ、プログレッシブ・ロックの一つの到達点であると高く評価されてきた。
前作『こわれもの』の制作にも携わったロジャー・ディーンが、ジャケット等のアートワークやバンド・ロゴのデザインを担当した。特徴的なバンド・ロゴが初めて使用されたアルバムである。
アメリカ合衆国ではBillboard 200アルバム・チャートで最高3位、シングルカットされた「同志 (And You And I)」がBillboard Hot 100で最高42位、本国イギリスではオフィシャル・チャートで最高4位を記録するなど、彼等にとって初の大ヒットと言える売り上げを記録した。
制作メンバーは前作と同様、ジョン・アンダーソン、スティーヴ・ハウ、クリス・スクワイア、リック・ウェイクマン、ビル・ブルーフォード。本作の発表直後にブルーフォードが脱退したため、この顔ぶれでレコーディングされた最後の作品になった。

## 解説

### リハーサル
1972年3月、前作『こわれもの』の発表に伴うコンサート・ツアーの途中、ロンドンウェスト・エンドのアドヴィジョン・スタジオを2日間だけ予約して、新作のために数トラックを録音した。
同年5月、ツアー終了後、シェパーズ・ブッシュのバレー学校でリハーサルを行い、すでに録音されたトラックにアレンジを加えたが、曲のアレンジが日を追うごとに複雑になっていったため、翌日にはメンバー全員がすっかり忘れてしまう事が頻発した。その為、リハーサルを行なう度に全てを録音しなければならなくなり、にもかかわらず完成にこぎつけた曲がひとつも無かった。ブルーフォードは、自分達はまさに"close to the edge"（「崖っぷち」）だったと語っている。

### 録音作業
同年7月、再びアドヴィジョン・スタジオに入り本格的に録音作業を再開する。同スタジオに所属するエンジニアで、前作の制作にも参加したプロデューサーのエディ・オフォードはコンサートでPAミキサーを担当しており、メンバーは聴衆が盛り上がった雰囲気の中で非常に素晴らしいパフォーマンスを発揮していたと感じていた。彼はその雰囲気を新作に取り込むことはできないかと考え、ローディに命じてスタジオ内に舞台を作らせた。さらに、ブルーフォードのドラムに更なる共鳴音を加え、ライブのような音を再現するためドラムセットの台座を木製に変更させ、木製の小屋を作りその中で演奏することによってハウのギター音に変化を持たせるなどのアレンジを行った。録音作業中、スタジオの用務員がマスターに挿入予定のパートを録音したテープを誤って捨ててしまったが、アドヴィジョン・スタジオがあるGosfield Streetの路上のごみ箱（garbage bin）の中でぐちぐちゃになっていたものを運よく見つけて回収してマスターテープに追加した。
レコーディング期間中、『メロディ・メイカー』誌の記者のクリス・ウェルチが取材に来て、その当時のスタジオ内の雰囲気を「非常にストレスを溜め、今にも感情が爆発しそうであったブルーフォードやハウやウェイクマン、そしてミックスの完成ごとに苛立ちや不満を漏らす各メンバーが目に付いた」という。彼が言うには、イエスというバンドは団結力が無く、アンダーソンとハウの2人が主導してアルバムの方向性を一方的に決め、スクワイアとオフォードの2人がそれに少々の手を加えて曲が作られ、ウェイクマンとブルーフォードは傍観者のように振る舞っているように見えたという。また、彼は24時間ぶっ通しの作業が何日も続いたのを目撃しており、「ある日、ドカッという鈍い音が聞こえ、何かと思って見に行ったらミキシングコンソールに突っ伏しているオフォードがおり、マルチトラックレコーダーが作動中であったため、突っ伏した拍子にフェーダーが動いてしまい、そのまま放置され耐え難い程の爆音が流れていたにもかかわらず爆睡していた」と証言している。
ブルーフォードは、このような状況に置かれたことを「エベレスト山を登らされているようだ」と感じて、イエスが制作を進めていた全音階的な作風を嫌い、ジャズに根差した即興音楽を徐々に志向するようになった。彼が不満を漏らすようになったため、各曲の各パートを通しで録音し、その都度メンバー間で議論を繰り返し全員が納得いく物が出来上がるまで修正を何度となく繰り返す、という手法によって作業が進められることになるが、ブルーフォードはそれらを大変な重労働と感じて不満を募らせた、彼は当時を振り返って「民主的な選挙をずっとやっているようで、何かあると毎回選挙活動を展開しないといけない。本当に恐ろしく、驚くほど不快で、信じられないくらいの重労働だった」と述べている。また彼はスクワイアの遅刻癖や作業スタイルにも不満を感じた。彼がスタジオのコントロール・ルームのソファで仮眠を取ろうとすると、スクワイアがベース・パートへのイコライザーの効きをどれくらいにしようかとミキシング・コンソールを弄っていた。数時間後に仮眠から覚め、スクワイアがまだ同じ作業をしているのを目にして呆れたという。
ブルーフォードは作業中にアンダーソンから歌詞を書いてみないかと誘われ、とてもうれしい経験だったと語った。しかし彼は自分の持てる全てを出し切って本作を制作したと感じており、「一息つくために」イエスを脱退する決心がついたという。

### タイトル・ソング「危機」
一曲目の「危機」は18分を超え、当時のイエスの楽曲の中で最長の曲だった。この曲はアンダーソンとハウの手による。
アンダーソンは、お気に入りであるジャン・シベリウス作曲『交響曲第6番』と『交響曲第7番』を聴きながらJ・R・R・トールキン著の『指輪物語』を読んでいる時に、この曲の着想を得たとしている。彼の談によれば、「交響曲第7番」が曲の構成を練る上で最も大きな影響を与えたという。得られたアイデアをハウと共有し、休暇中に2人でロンドン中心部のハムステッドにあったハウの家に籠った時に、"Close to the edge, down by a river"というフレーズが考え出された。これはハウが以前テムズ川河畔のバタシーに住んでいた経験から得られたものだという。
アンダーソンは、歌詞を執筆するうえでヘルマン・ヘッセ著の小説『シッダールタ』を参考としたが、「これはすべて比喩だ」と自分に言い聞かせながら3、4度推敲を繰り返した。最終盤の歌詞は彼が見た夢を元にしており、「現世から黄泉へと旅立つ瞬間の夢だった。にもかかわらずとても気分が良く、この時ほど死を恐れなかった瞬間はない」と語っている。
アンダーソンはウェンディ・カルロスの3作目のアルバムである『ソニック・シーズニングス』（Sonic Seasonings）から、冒頭に鳥のさえずりを挿入し、「盛衰 "I Get Up, I Get Down"」の最中に間奏部を設けるというアイデアを得たと語っている。曲中の川のせせらぎと鳥のさえずりは屋外で2日間をかけて録音された。また彼は、静寂を突き破るようにいきなり演奏を即興的に始めてはどうかと提案し、冒頭に聴かれるギターを主とした長めの導入部が作られた。ここには以前マハヴィシュヌ・オーケストラとコンサートツアーを行った際に得られた経験が大いに生かされたという。
中盤のパイプオルガンのパートは、元々ハウがギター・パートとして作曲したが、パイプオルガンの方が適切だと判断されたものである。ウェイクマンは、シティ・オブ・ロンドンにある英国国教会のセント・ジャイルズ＝ウィズアウト＝クリップルゲートのパイプオルガンを演奏した。

## 収録曲

### オリジナル盤
| #  | タイトル | 作詞・作曲                             | 時間  |
| -- | --- | -------------------------------------- | ----- |
| 1. | 「危機 "Close To The Edge" - i) 着実な変革 "The Solid Time Of Change" - ii) 全体保持（トータル・マス・リテイン） "Total Mass Retain" - iii) 盛衰 "I Get Up, I Get Down" - iv) 人の四季 "Seasons Of Man"」 | ジョン・アンダーソン、スティーヴ・ハウ | 18:41 |

| #  | タイトル | 作詞・作曲                                                             | 時間  |
| -- | --- | ---------------------------------------------------------------------- | ----- |
| 2. | 「同志 "And You And I" - i) 人生の絆 "Cord Of Life" - ii) 失墜 "Eclipse" - iii) 牧師と教師 "The Preacher The Teacher" - iv) 黙示 "The Apocalypse"」 | アンダーソン、テーマ by ビル・ブルーフォード、ハウ、クリス・スクワイア | 10:09 |
| 3. | 「シベリアン・カートゥル "Siberian Khatru"」 | アンダーソン、テーマ by ハウ、リック・ウェイクマン                     | 8:57  |

### リマスター盤
2003年にCDのリマスター盤が発売された。音質の向上が図られている他、従来の3曲に加え、以下の4曲のボーナス・トラックが追加収録されている。
| #  | タイトル | 作詞・作曲                                               | 時間  |
| -- | --- | -------------------------------------------------------- | ----- |
| 4. | 「アメリカ（シングル・ヴァージョン） "America" (single version)」                                                      | ポール・サイモン                                         | 4:12  |
| 5. | 「全体保持（シングル・ヴァージョン） "Total Mass Retain" (single version)」                                            | アンダーソン、ハウ                                       | 3:21  |
| 6. | 「同志（オルタネイト・ヴァージョン） "And You And I" (alternate version)」                                             | アンダーソン、テーマ by ブルーフォード、ハウ、スクワイア | 10:17 |
| 7. | 「シベリア（スタジオ・ランスルー・オブ・シベリアン・カートゥル） "Siberia" (studio run-through of "Siberian Khatru")」 | アンダーソン、テーマ by ハウ、ウェイクマン               | 9:19  |

また、デジパック仕様でLP時代のジャケットに添ったアート・ワークが復活し、新たな写真やライナーノーツが収録されている。

### SACD盤
Audio Fidelityレーベルからハイブリッド式のSACDがリリースされている。ただし後述の5.1ch盤とは異なり2chステレオのままである。詳細は当該websiteを参照の事。

### 5.1ch盤
2013年、Panegyricレーベルからスティーヴン・ウィルソンのマスタリングによる5.1ch盤がブルーレイ及びDVD-Audioでリリースされた。詳細はBlu-ray盤及びDVD-Audio盤を参照の事。

## 参加ミュージシャン　スタッフ
イエス
- ジョン・アンダーソン - ボーカル
- スティーヴ・ハウ - エレクトリック・ギター、エレクトリック・シタール、12弦ギター、バッキング・ボーカル
- クリス・スクワイア - エレクトリックベース、バッキング・ボーカル
- リック・ウェイクマン - RMIエレクトラピアノ、メロトロン、ハモンドオルガン、ミニモーグ、パイプオルガン
- ビル・ブルーフォード - ドラム、パーカッション

制作スタッフ
- エディ・オフォード - プロデュース、エンジニア
- ロジャー・ディーン - ジャケット、写真
- ブライアン・レーン - マネージメント、コーディネイト

## ブルーフォードの脱退とコンサートツアーへの影響
ブルーフォードの脱退はアルバムのリリースに伴うツアーのただ中という時期であり、急遽後任としてアラン・ホワイトが加入するが、契約上印税はブルーフォードとホワイトで折半という形にされた。次作のライブ・アルバム『イエスソングス』に収録されている曲のドラムが、ブルフォードが叩いているものとホワイトが叩いている物があるのはそのためである。

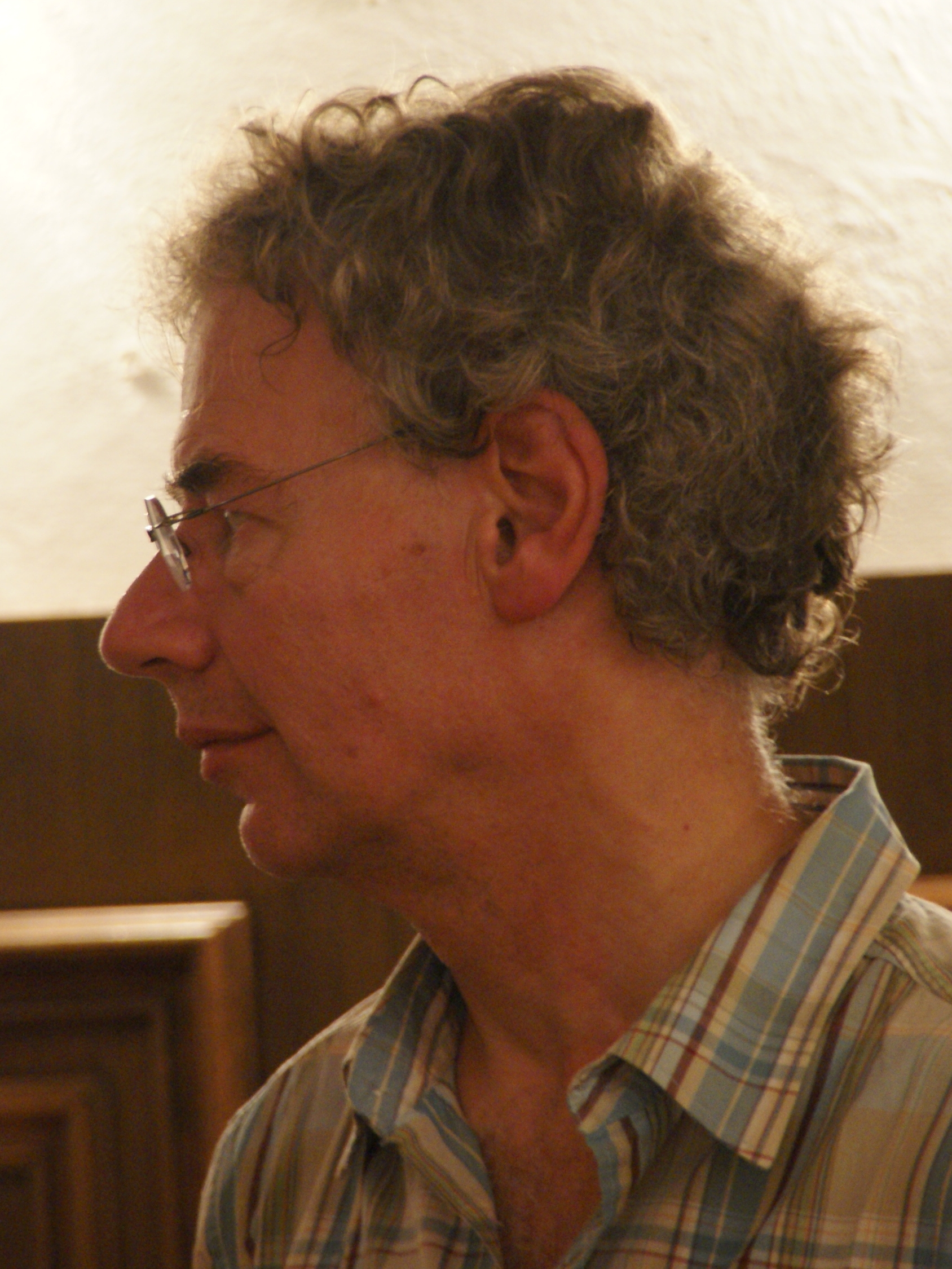
ビル・ブルーフォードはイエス脱退後にキング・クリムゾンやジェネシスに在籍する

更にバンドのマネージャーであったブライアン・レーンは、契約に違反した補償金として10,000ドルの支払いをブルーフォードに要求した。

## トリビア
- ウェイクマンは、本作やソロ・アルバム『ヘンリー八世の六人の妻』（1973年）でセント・ジャイルズ＝ウィズアウト＝クリップルゲートのパイプオルガンを使用し、教会に修繕費を寄付した。その行為や他の慈善活動が認められフリー・メイソンへの加入を許された。
- 「同志」は、2011年のアメリカ・カナダ合作映画『アポロ18』の劇中およびエンドロールの冒頭で使用された。